# Lactarius camphoratus
Lactarius camphoratus (Pierre Bulliard, 1793 ex Elias Magnus Fries, 1838) din încrengătura Basidiomycota, în familia Russulaceae și de genul Lactarius, este o ciupercă comestibilă, denumită în popor lăptucă camforată. Acest burete coabitează, fiind un simbiont micoriza (formează micorize pe rădăcinile arborilor). În România, Basarabia și Bucovina de Nord crește de la câmpie la munte pe sol acru, adesea în grupuri mari, în păduri de conifere mai ales sub molizi, mai rar sub pini, preferat pe un așternut de ace ale arborilor, în plantații de molizi, dar, de asemenea, pe lângă cioturi de bușteni de rășinoase în putrefacție. Timpul apariției este din iunie până în octombrie (noiembrie).

## Taxonomie
Deși descris deja în 1786 ca Agaricus cimicarius de micologul german August Batsch în volumul 2 al operei sale Elenchus Fungorum latine et germanice, lumea micologiei s-a decis pentru denumirea Agaricus camphoratus determinată de micologului francez Pierre Bulliard drept nume binomial, epitetul fiind văzut mai potrivit. Descrierea precum ilustrația colorată sunt de găsit în volumul 2 al marii sale lucrări Histoire des champignons de la France din 1793. În 1838, specia a fost transferată la genul Lactarius sub păstrarea epitetului de către renumitul savant suedez Elias Magnus Fries, de verificat în cartea sa Epicrisis systematis mycologici, seu synopsis hymenomycetum.
Celelalte încercări de redenumire ca de exemplu ale micologilor germani Paul Kummer în Galorrheus camphoratus (1871) și Otto Kuntze în Lactifluus camphoratus (1891) sunt acceptate sinonim, dar, nefiind folosite, sunt neglijabile.

## Descriere

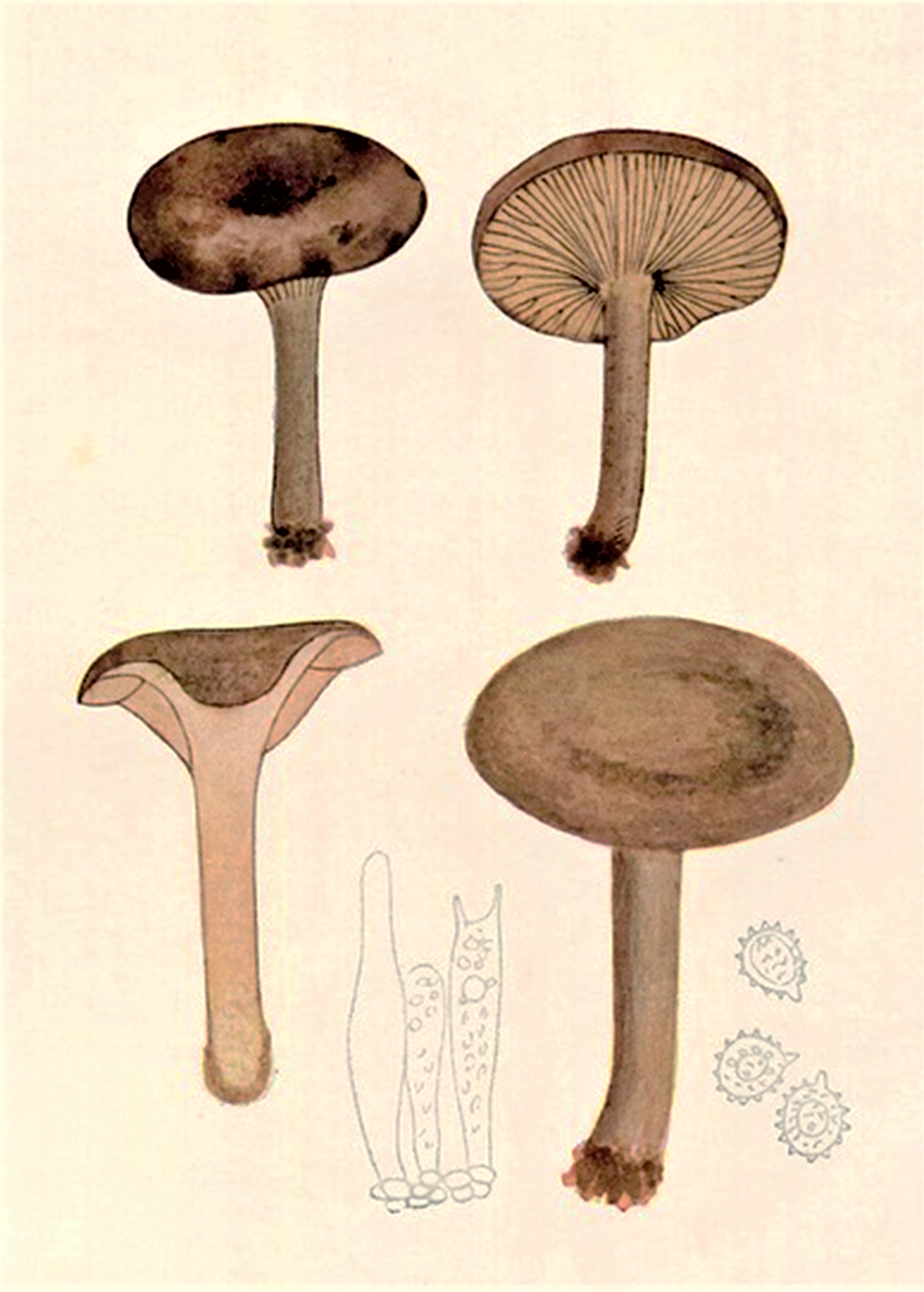
Bres.: Lactarius camphoratus

- Pălăria: are un diametru de 3-7 (9) cm, este destul de fragilă, higrofană, la început semisferică cu o cocoașă mică și ascuțită în centru, repede convexă cu marginea relativ răsfrântă spre picior, devenind cu vârsta din ce în ce mai adâncită în mijloc până la forma de pâlnie, prezentând și atunci aproape mereu o cocoașă mică respectiv o papilă centrală. Cuticula mată și uscată este inițial netedă sau ceva catifelată, din perioada de maturitate în regulă slab încrețită, fiind de culoare maroniu-roșcată, la bătrânețe cu un aspect brun-negricios sau vinaceu închis.
- Lamelele: sunt destul de subțiri, dese, cu lameluțe intercalate de lungime diferită, aderate la picior, cu avansarea la vârstă ușor decurente și nu prea înalte. Coloritul oscilează între rozaliu-portocaliu în tinerețe și brun-roșiatic la maturitate, cu tendința de a se închide odată cu vârsta. Arată atunci deseori câteva pete mici brune și este nu rar acoperită de praful alb al sporilor.
- Piciorul: are o înălțime de 3-6 (8) cm și o lățime de 0,6- 1 (1,3) cm, este neted, brumat albicios în tinerețe, mai mult sau mai puțin cilindric dar cu timpul adesea îndoit, fragil și gol pe interior din maturitate. Coloritul tijei tinde între brun-roșiatic, castaniu și chiar brun-negricios este mult mai închis decât la alți lăptari, fiind spre vârf mai deschis și spre bază mai închis. Nu prezintă un inel.
- Carnea: este destul de subțire și fragilă, de culoare brun deschisă până maronie. Mirosul amintește intensiv de leuștean sau condimentul Maggi⁠(de)[traduceți] cu nuanțe de cicoare, cumarină și schinduf, gustul fiind plăcut, puțin rășinos și amar din cauza sucului.
- Laptele: este inițial albicios, devenind mai târziu în evoluție ceva apos, amintind de zer fiind de gust ușor rășinos și amar. Nu se decolorează la aer.[3][4]
- Caracteristici microscopice: are spori rotunjori până slab elipsoidali cu un por de germen, ușor amilozi (ce înseamnă colorabilitatea structurilor tisulare folosind reactivi de iod), hialini (translucizi), suprafața fiind crestatä, fin reticulată și presărată cu negi ascuțiți lungi de până la 1,2 µm. Au o mărime de 8-9 x 7-8 microni. Pulberea lor este albă. Basidiile, cu în mod normal 4 sterigme fiecare, sunt gros-cuneiforme și măsoară 30-45 x 8,5-11 microni. Cistidele (celule de obicei izbitoare și sterile care pot apărea între basidii și himen, stratul fructifer): cheilo-cistidele sunt destul de numeroase, cilindrice până fusiforme cu 23-45 × 3,5-7 microni, între ele apărând mereu câteva celule de mai multe ori septate cuneiform-cilindrice de până la 45 x 6 microni, iar pleuro-cistidele rare, adesea absente, sunt fusiforme în formă de sulă cu 35-55 × 7-10 microni. Cuticula are două straturi: cel de jos  constă din hife slab elipsoidale de 15-40 x 12-25 µm, cel de sus din hife lunguiețe și mai mult sau mai puțin turtite nu prea izbitoare.[10][11]
- Reacții chimice: Carnea ciupercii se colorează cu anilină de fenol peste roșiatic în brun de ciocolată, cu guaiacol imediat roșiatic până ruginiu, mai târziu roșu de vin, cu Hidroxid de potasiu imediat brun-măsliniu, cu fenol peste roșiatic în brun de ciocolată, cu sulfat de fier după 5 minute gri-verzui și cu tinctură de Guaiacum imediat roz-maroniu, iar după câteva minute brun-roșiatic-verzui.[12][13]

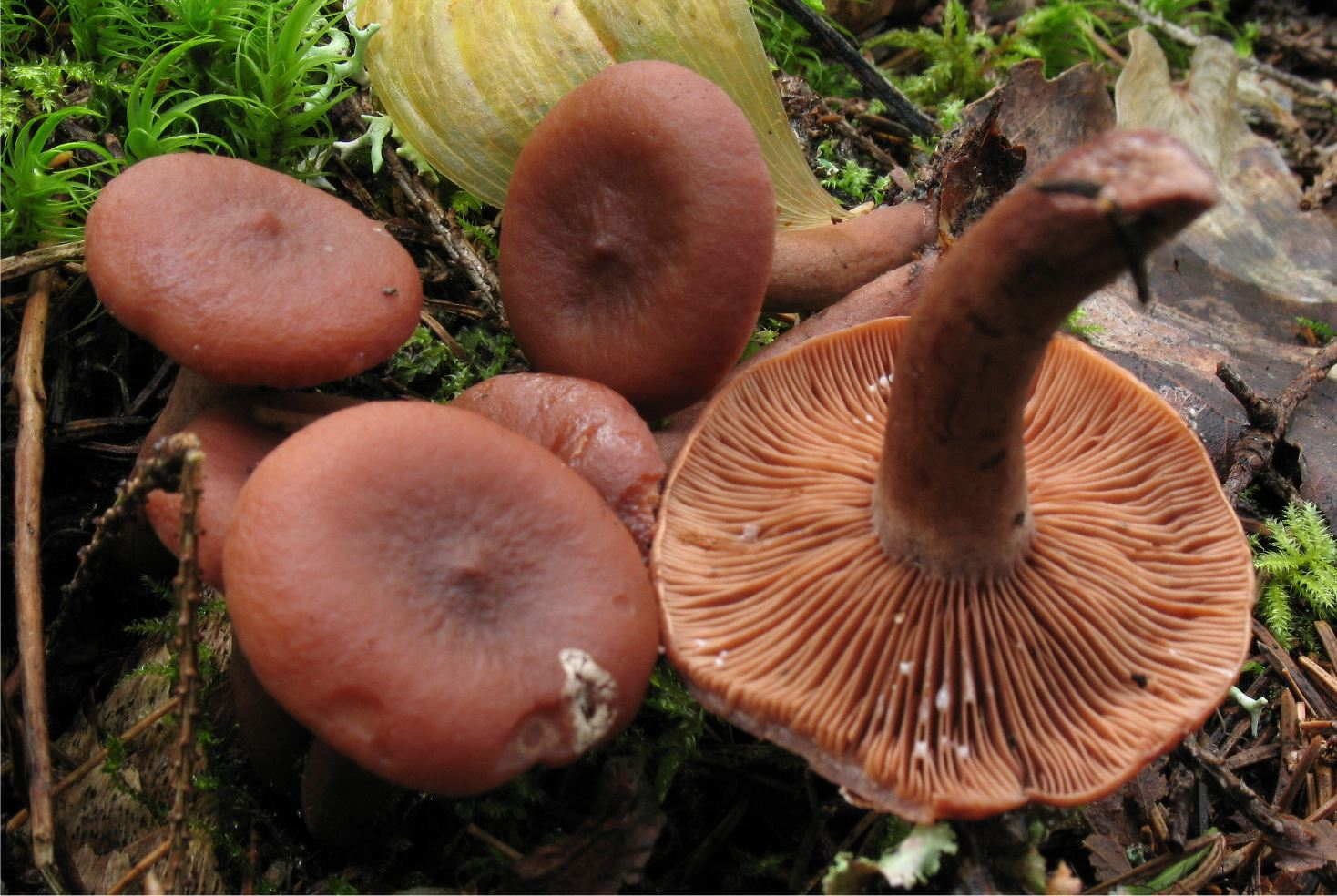
L. camphoratus mai tineri
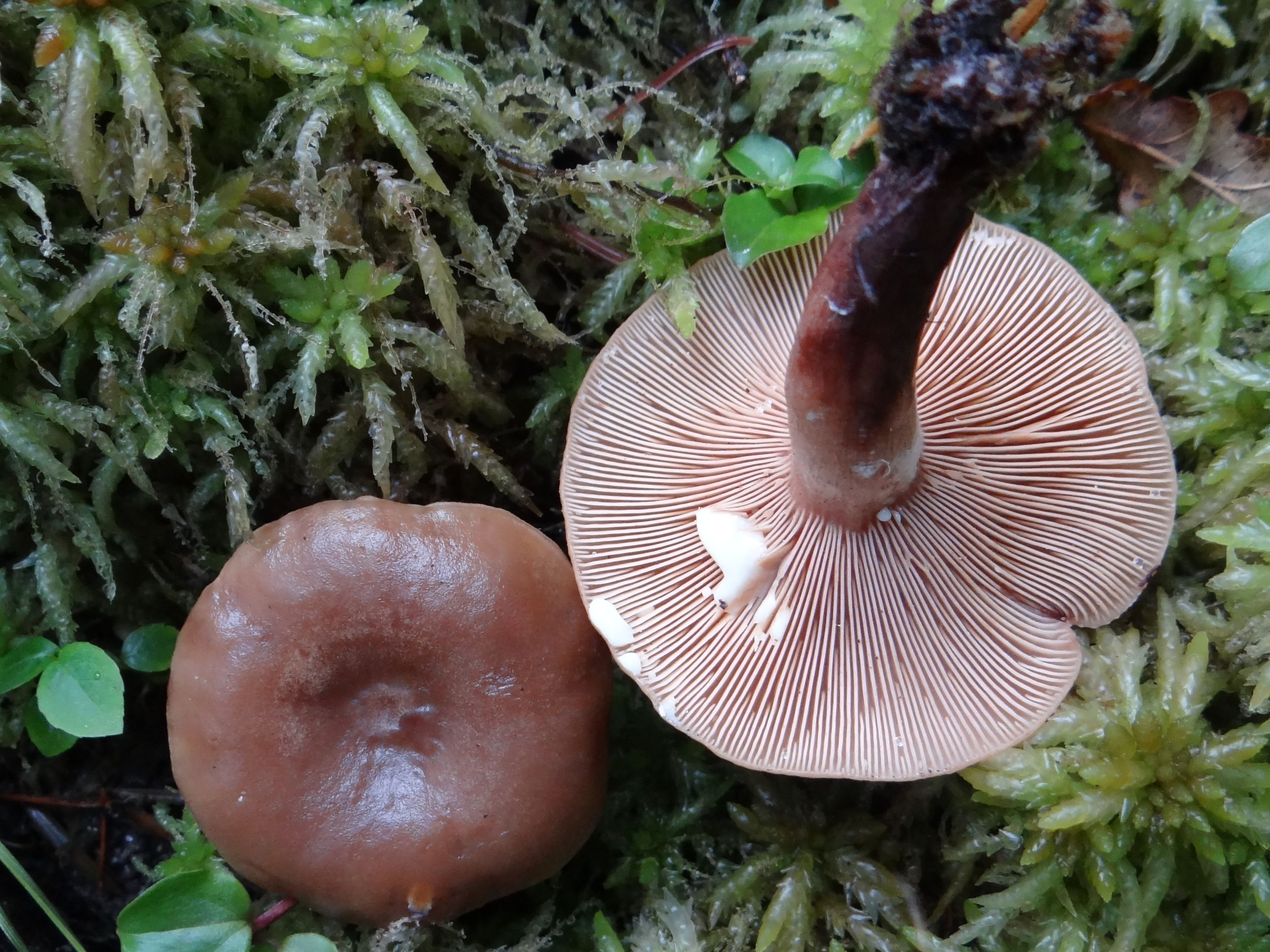
L. camphoratus: pălărie, lamele, lapte și picior
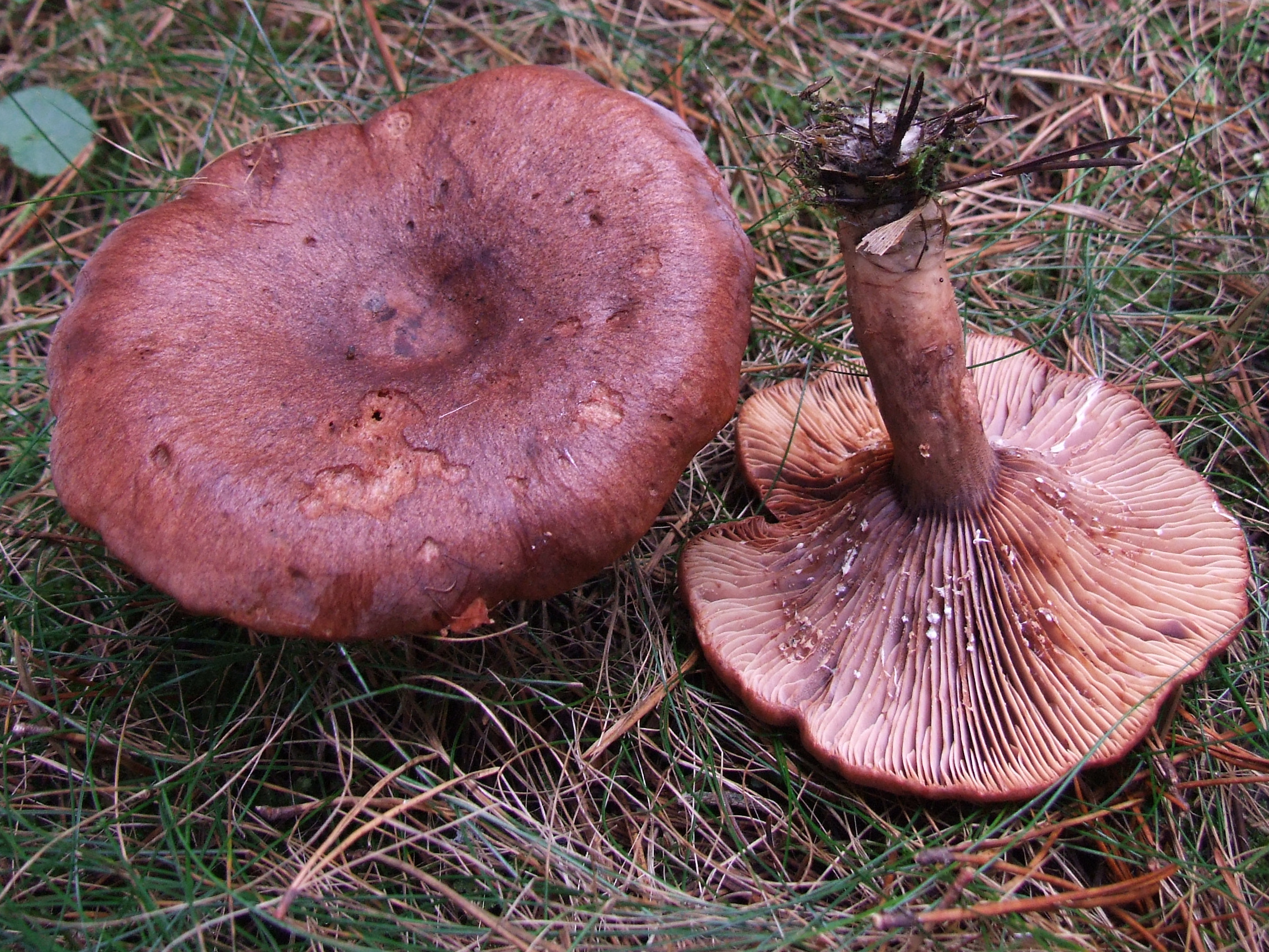
L. camphoratus bătrâni

## Confuzii
Specia poate fi confundată în primul rând cu Lactarius helvus (comestibil uscat și pulverizat ca condiment, de altfel otrăvitor), Lactarius hysginus (necomestibil), Lactarius serifluus (necomestibil) sau Lactarius subumbonatus (necomestibil), toții, uscați, cu un miros asemănător de Maggi respectiv leuștean. Mai există alte specii asemănătoare de alt miros, în majoritate necomestibile ca de exemplu Lactarius aurantiacus sin. Lactarius mitissimus (comestibil), Lactarius azonites (necomestibil), Lactarius corrugis, Lactarius deterrimus, Lactarius fuliginosus, Lactarius hygrophoroides, Lactarius lignyotus (comestibil), Lactarius piperatus, Lactarius porninsis, Lactarius quietus (comestibil), Lactarius rufus, Lactarius subdulcis, Lactarius torminosus și Lactarius volemus (cel mai savuros cu lapte alb) sau chiar cu Pseudoclitocybe cyathiformis (comestibilă, fără lapte).

## Specii asemănătoare în imagini

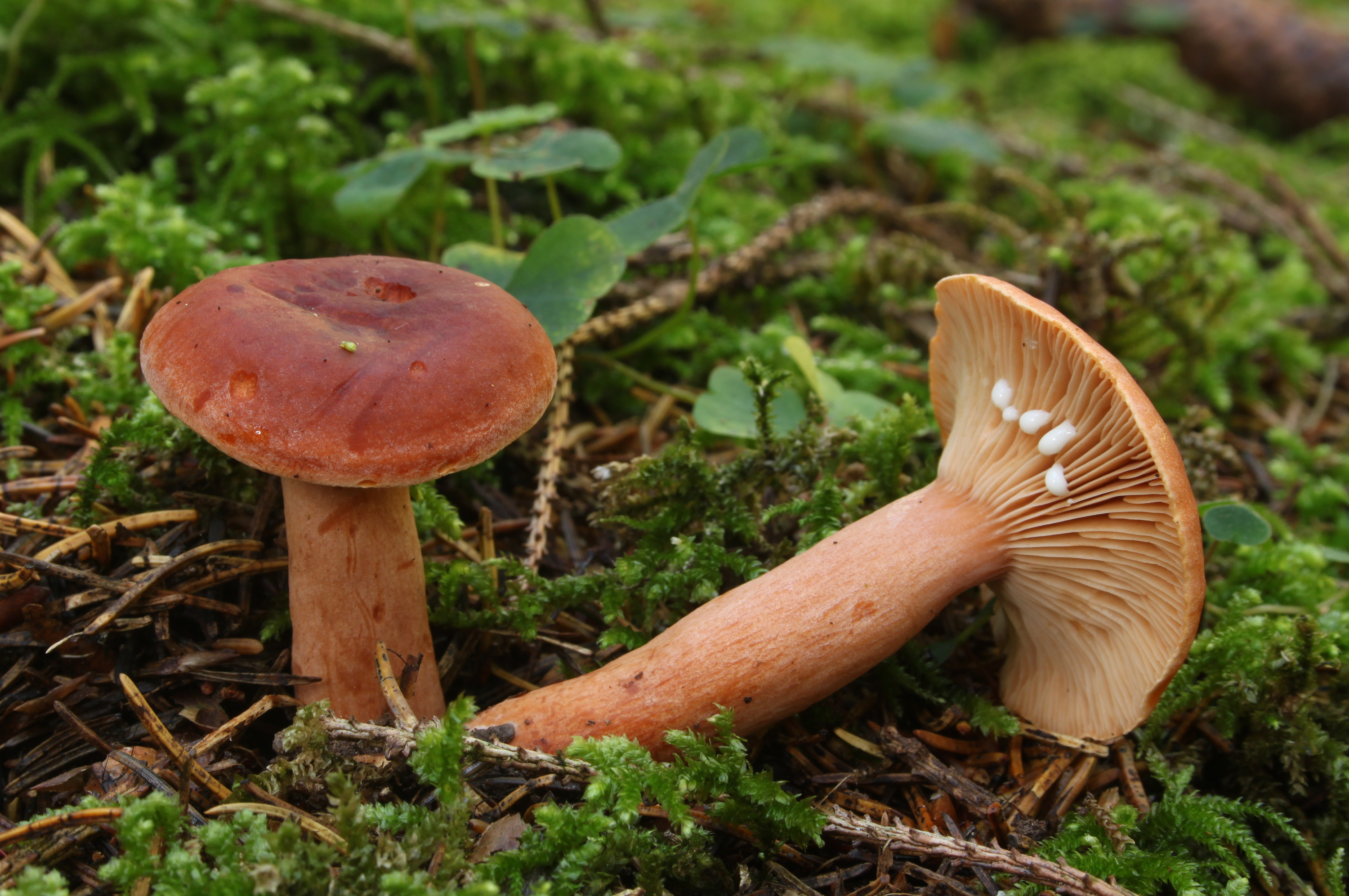
Lactarius aurantiacus
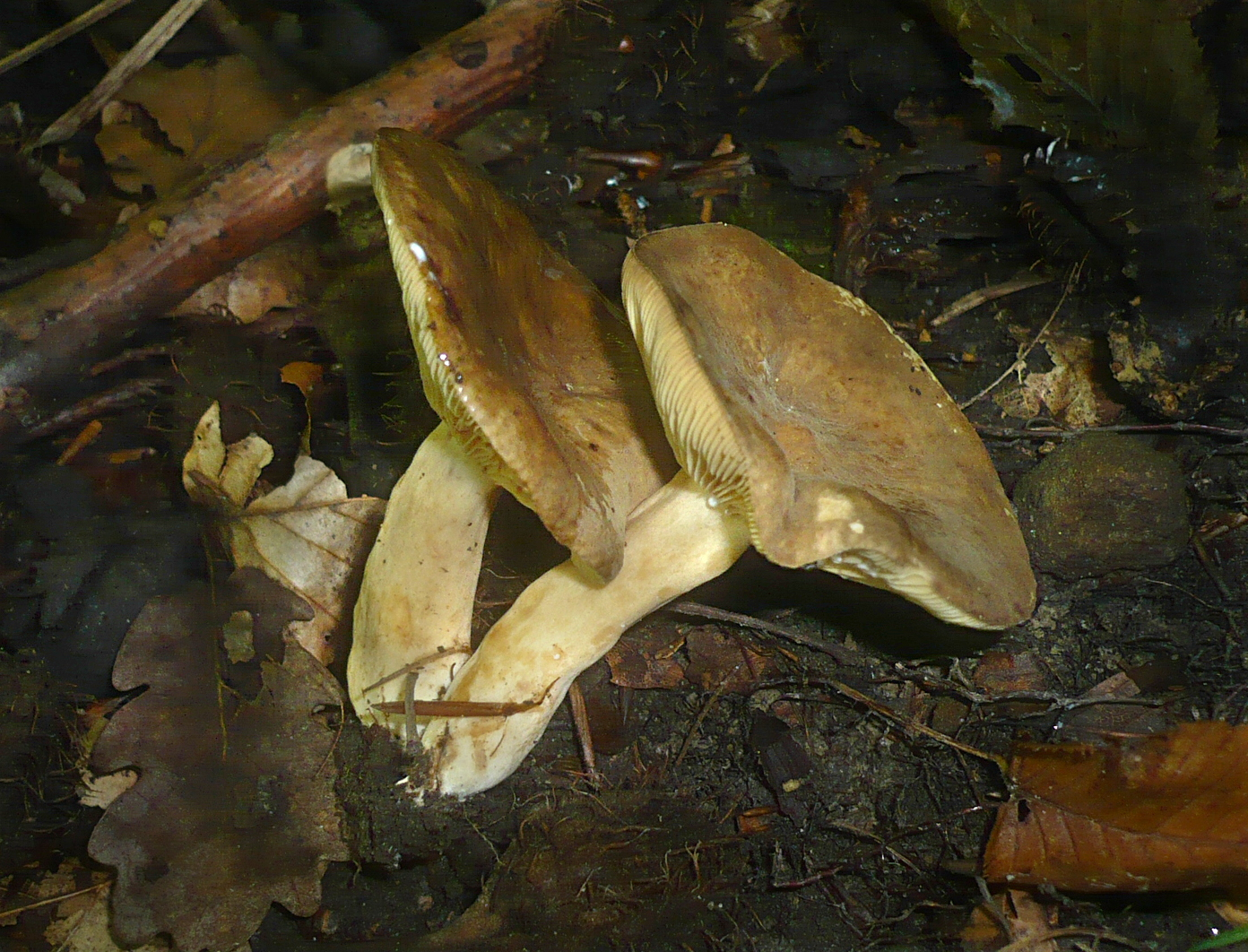
!Lactarius azonites!
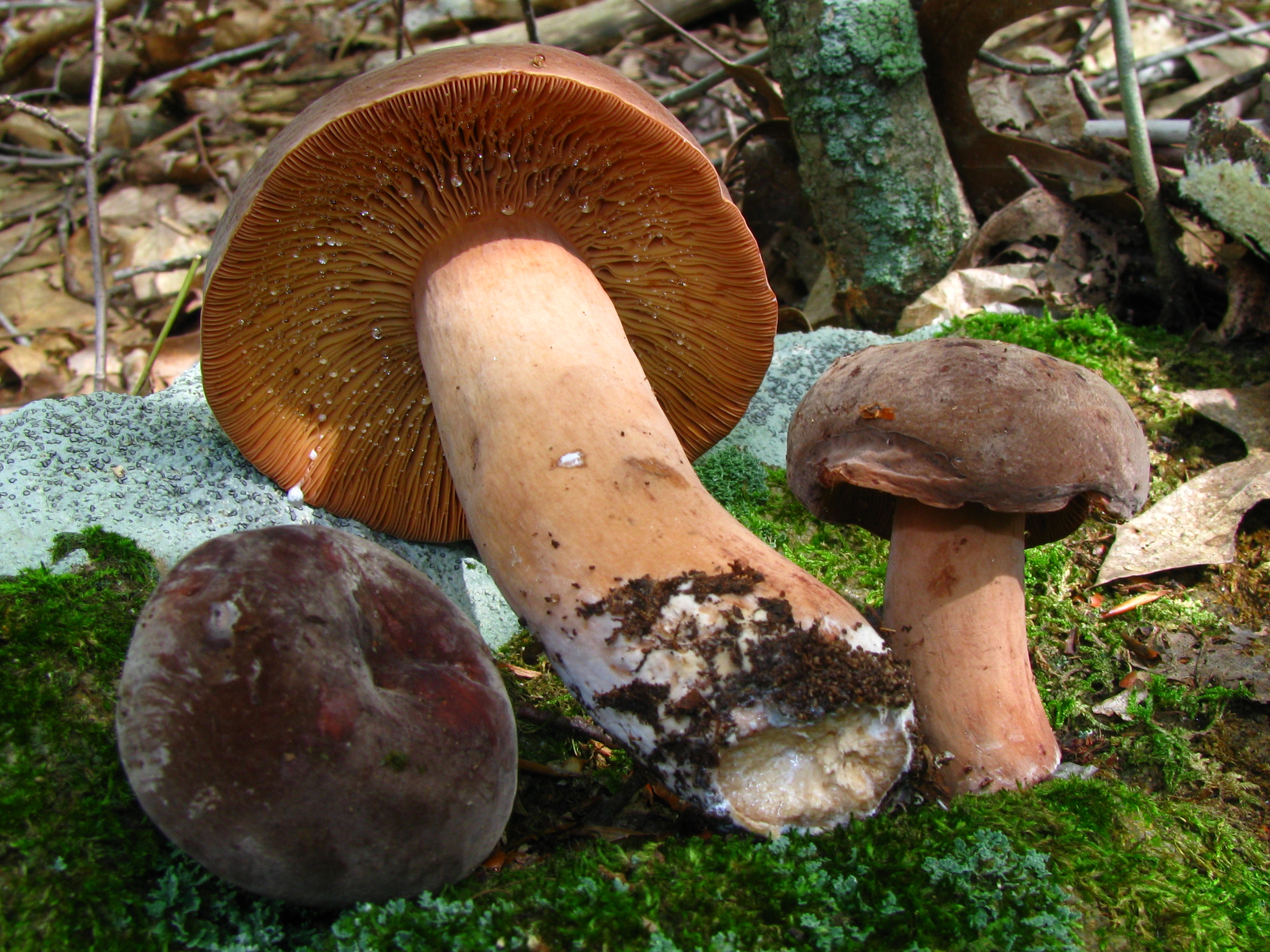
Lactarius corrugis
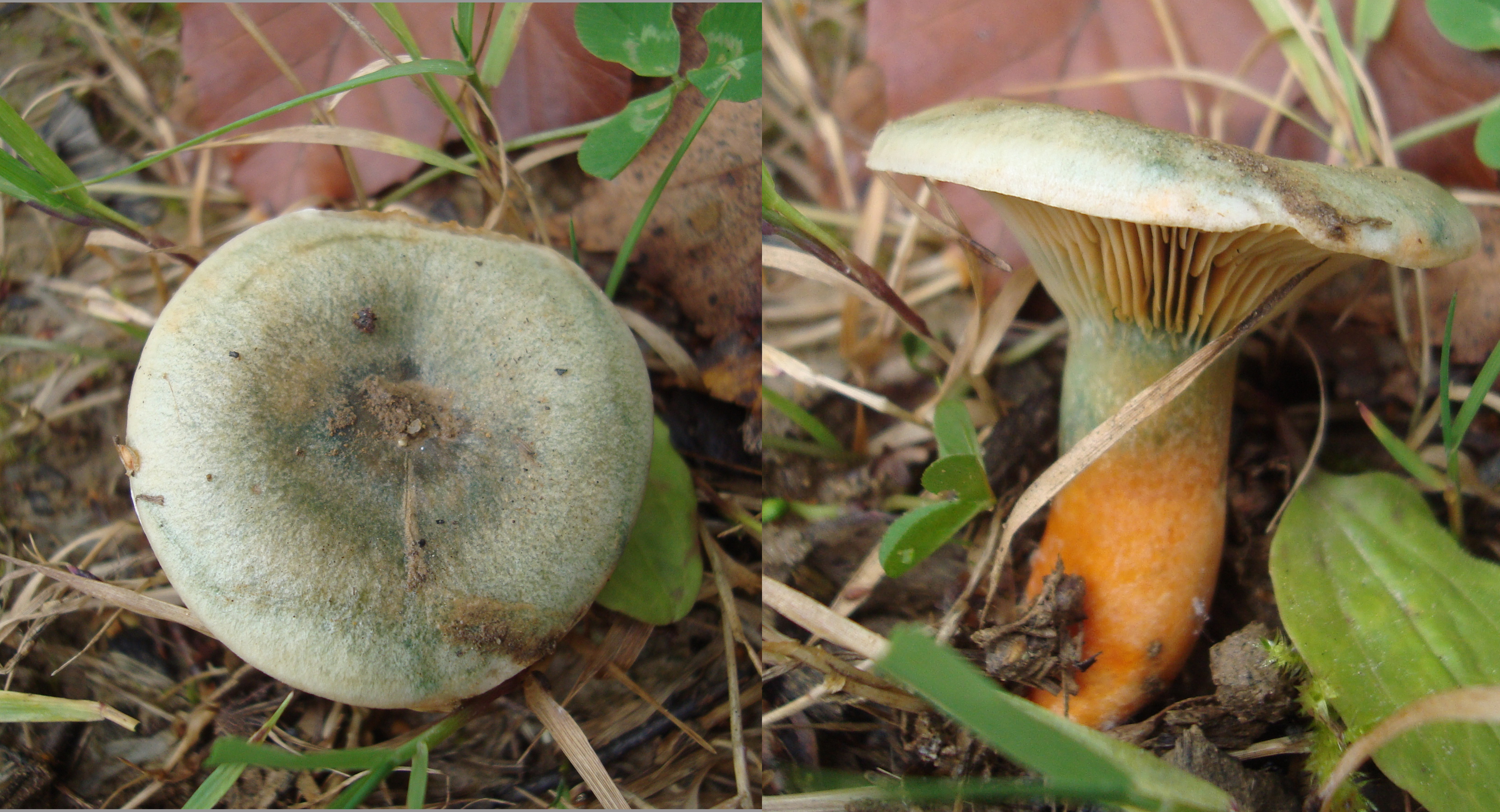
Lactarius deterrimus
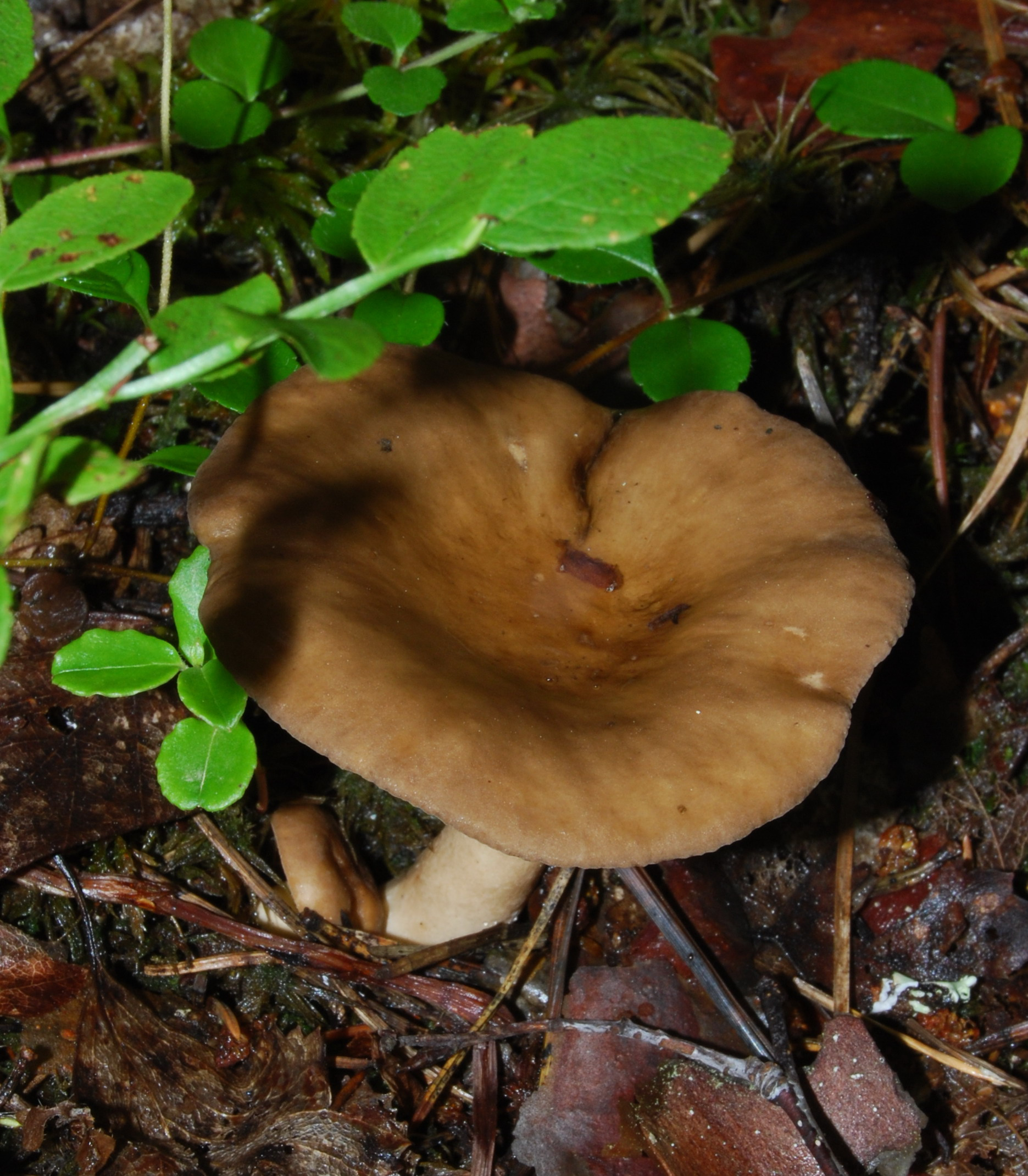
Lactarius fuliginosus
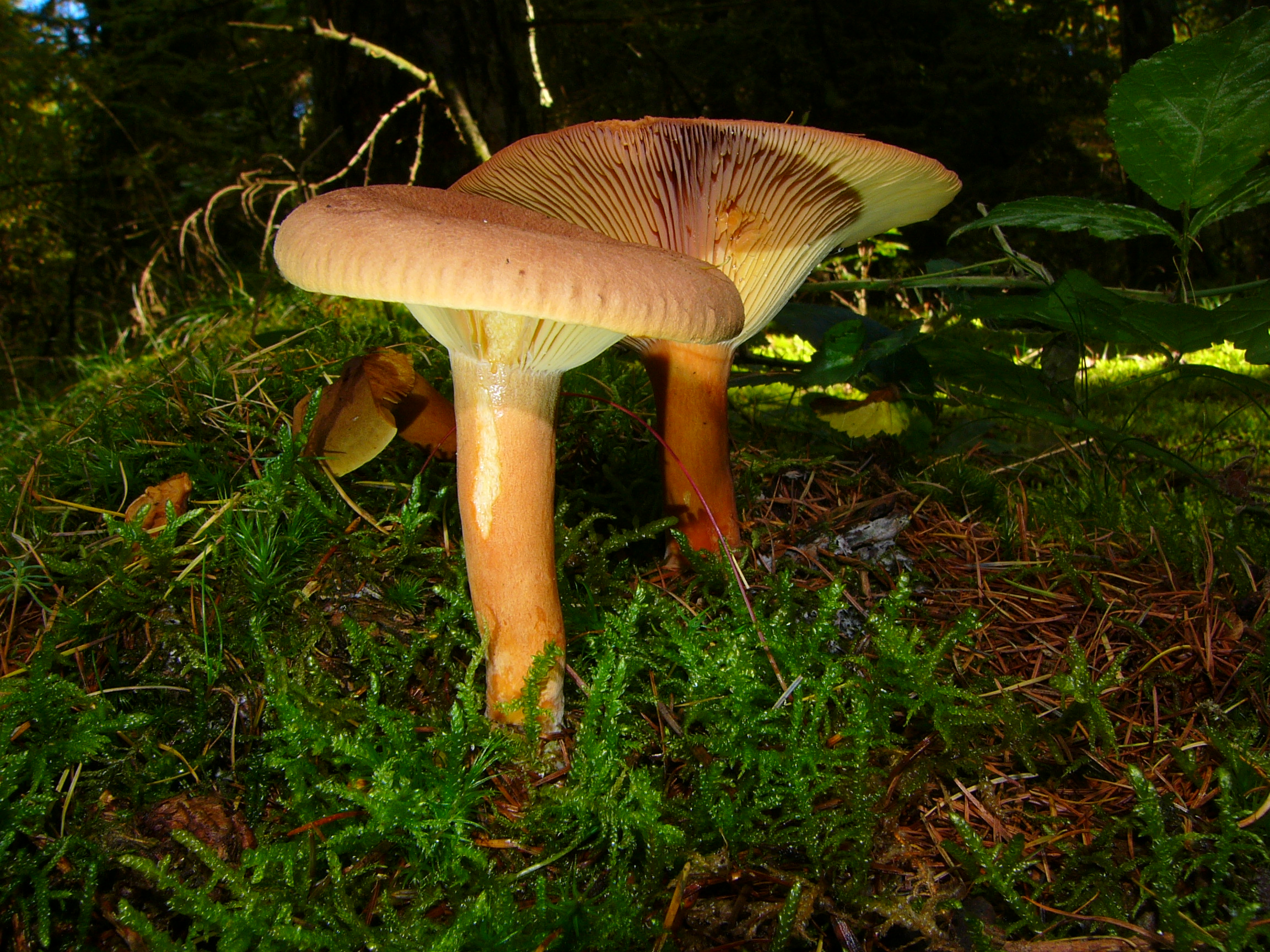
!!Lactarius helvus!!
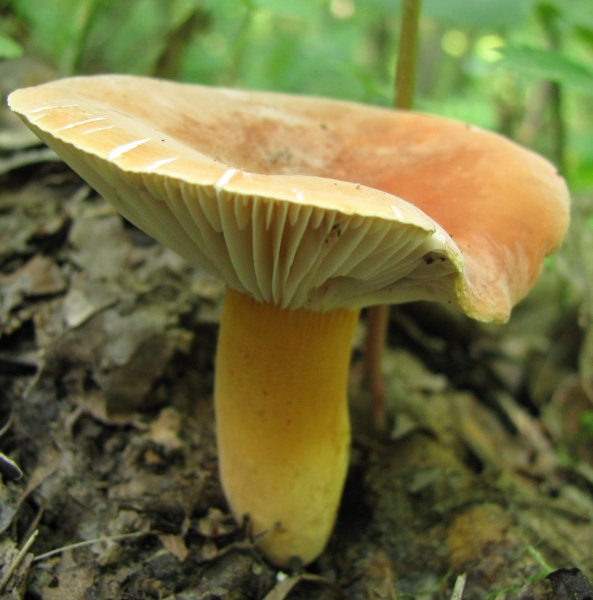
Lactarius hygrophoroides
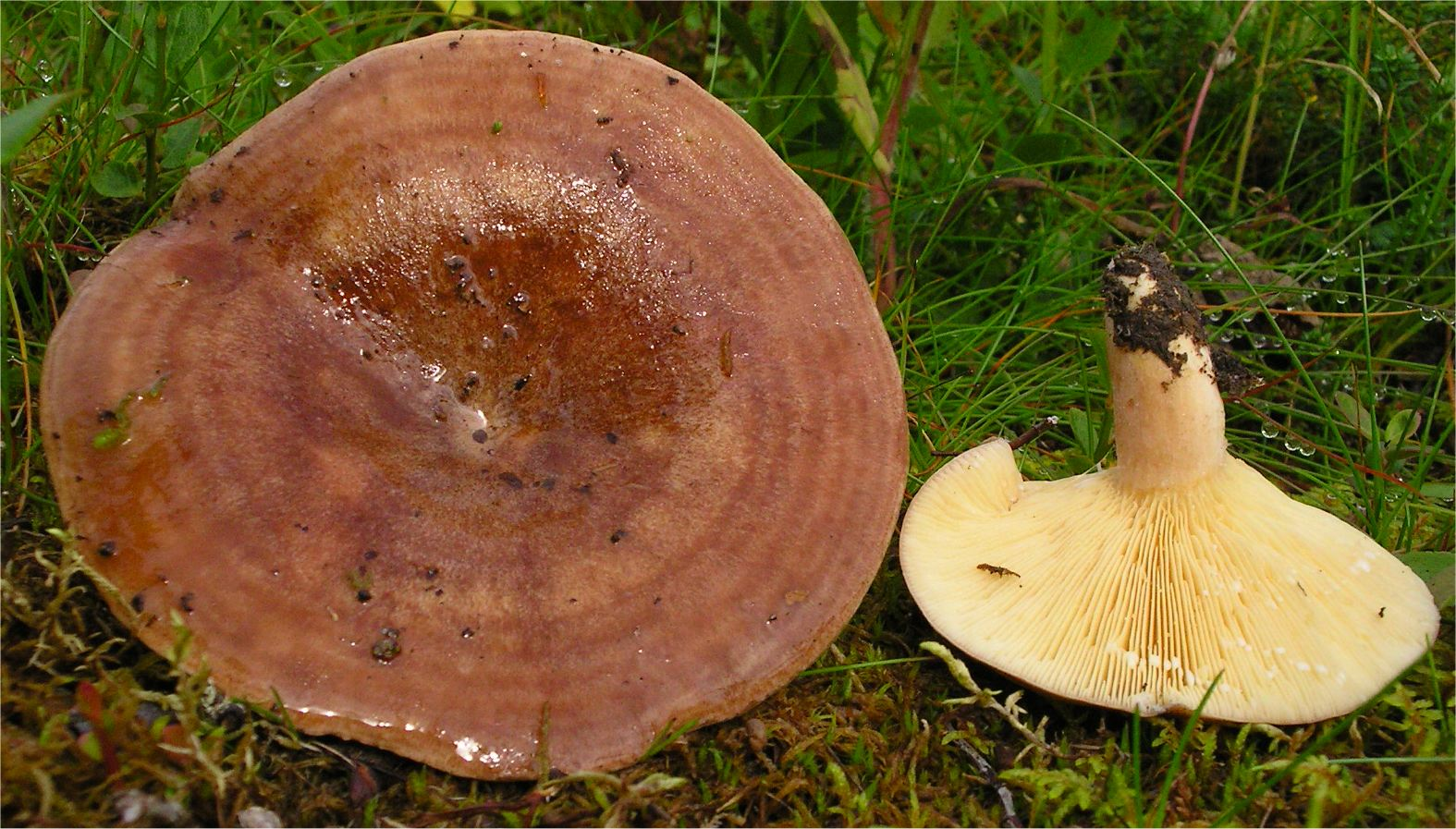
!Lactarius hysginus!
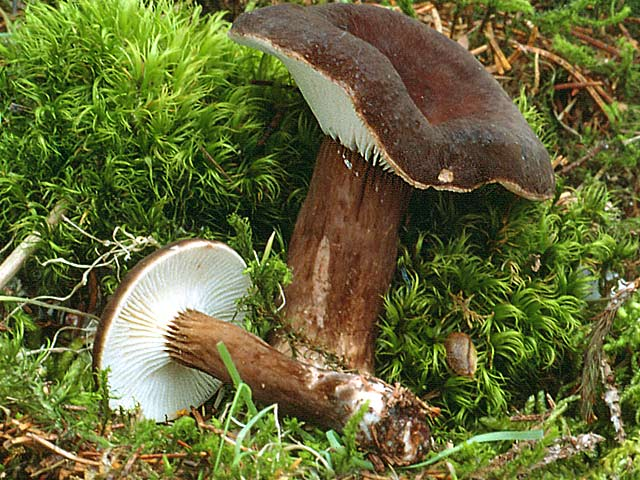
Lactarius ligniotus
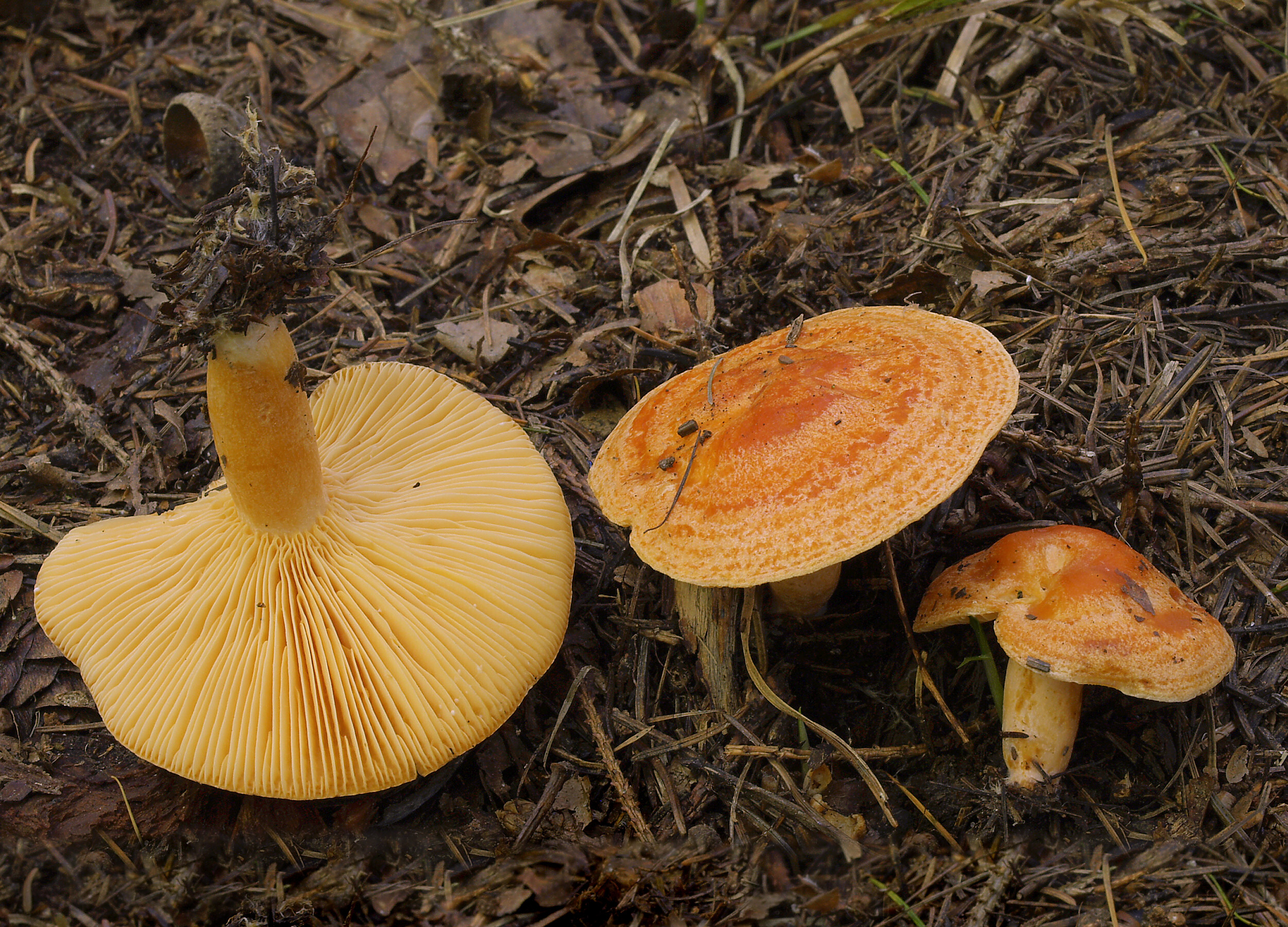
Lactarius porninsis

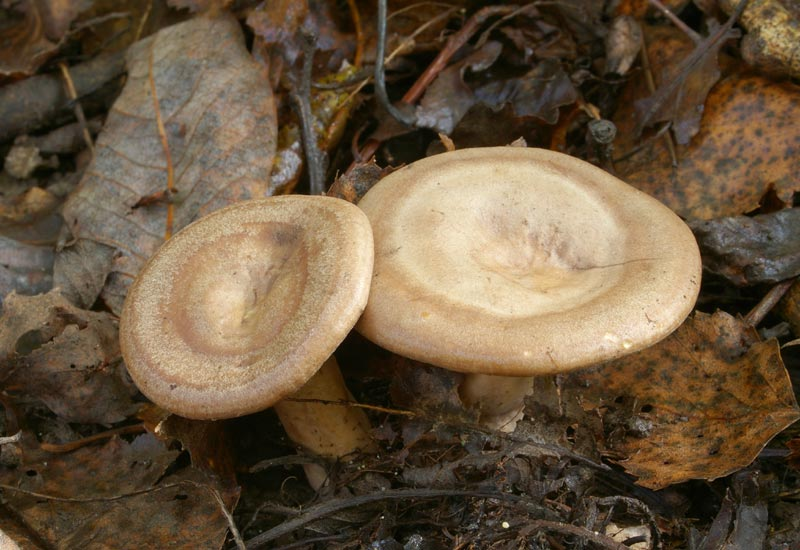
! Lactarius pyrogalus !
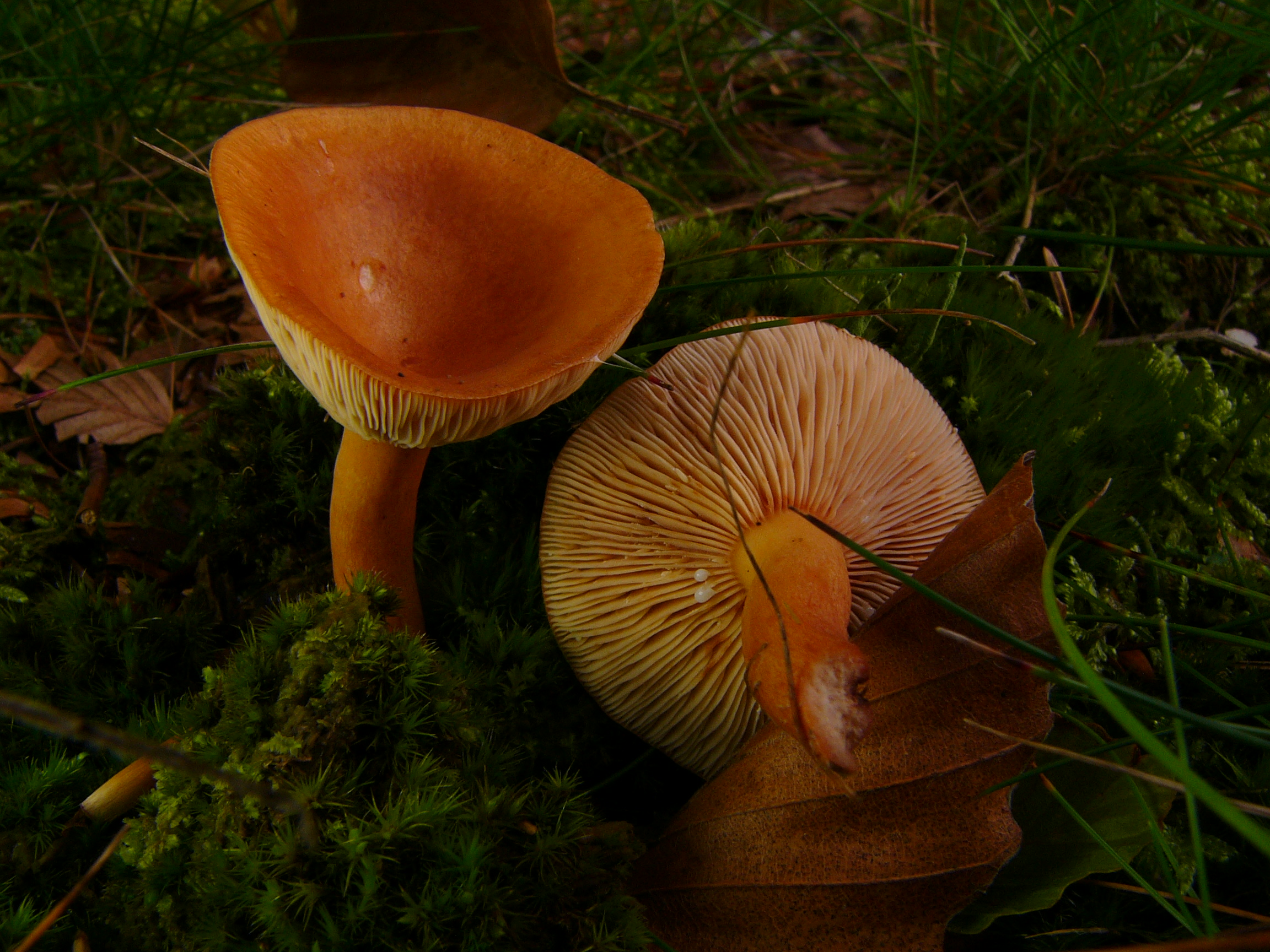
Lactarius quietus
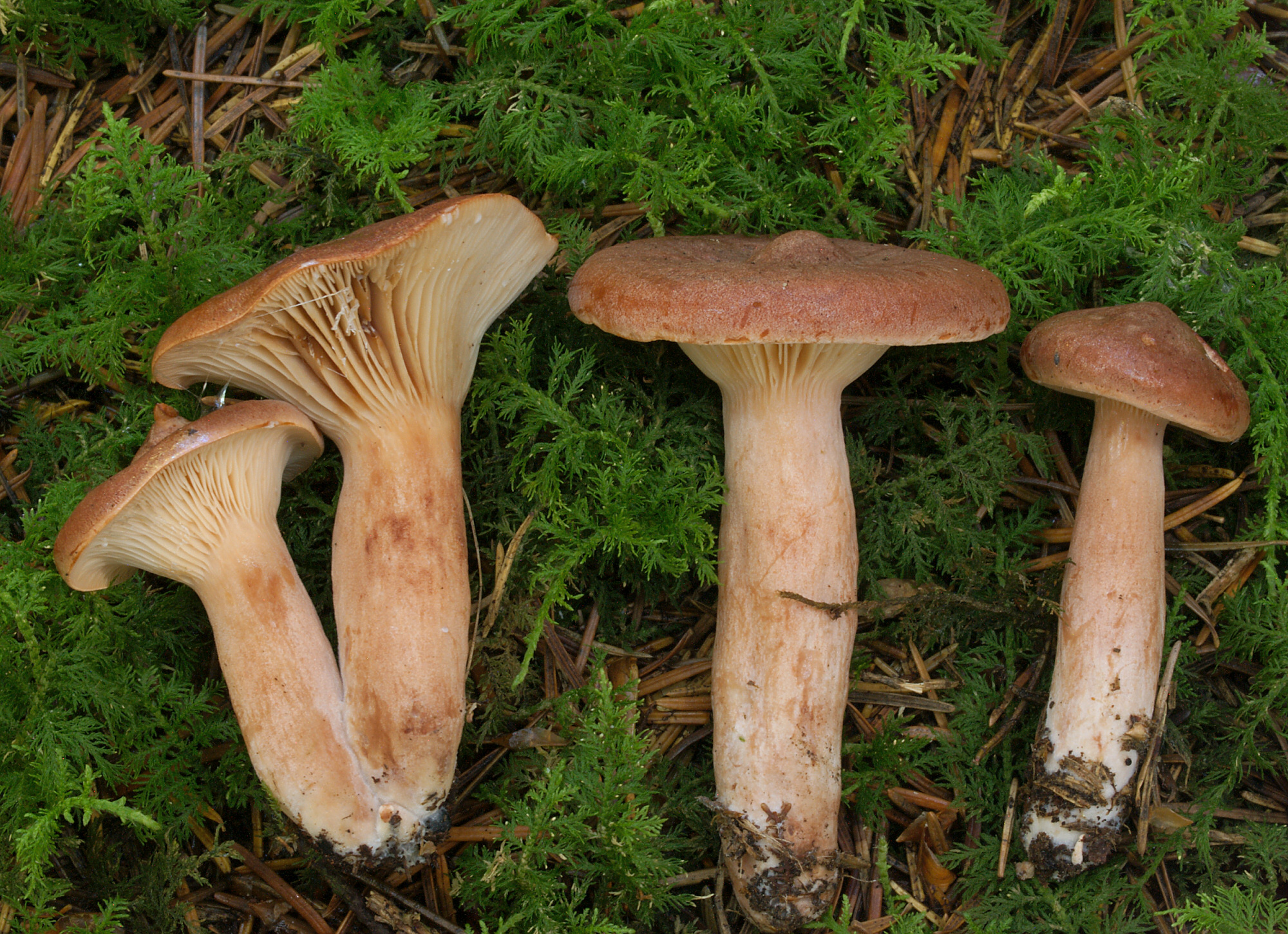
! Lactarius rufus !
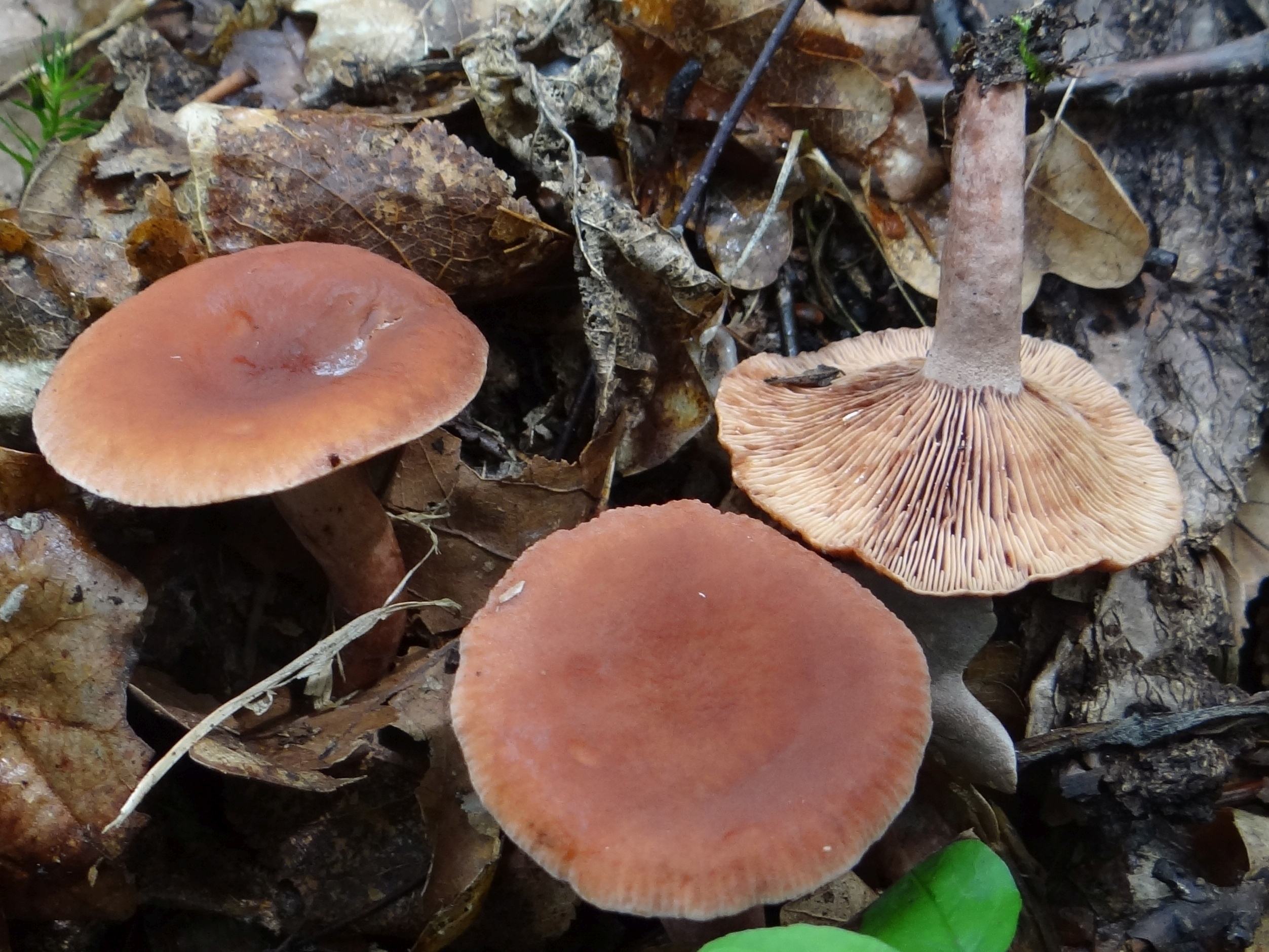
!Lactarius serifluus!
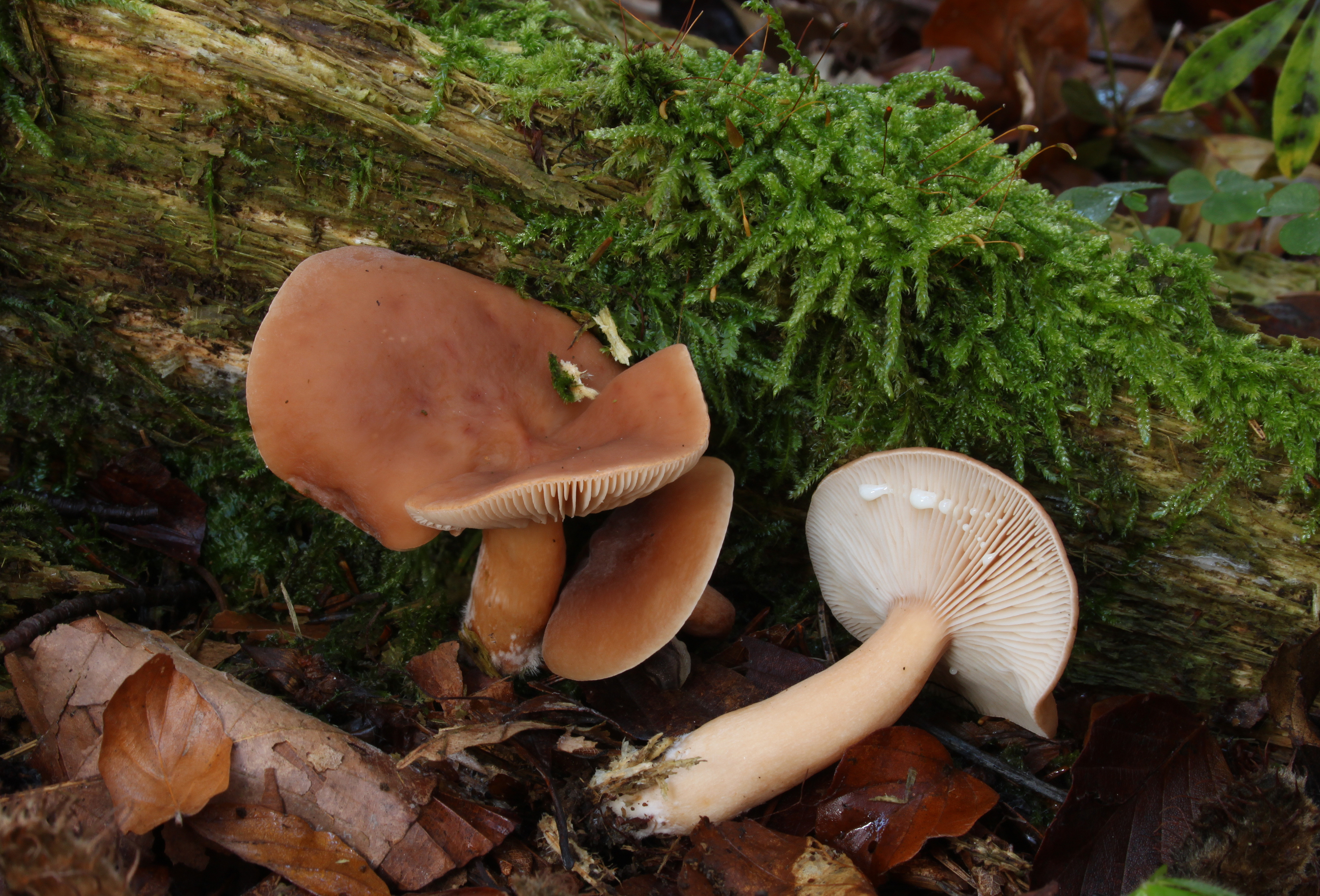
Lactarius subdulcis
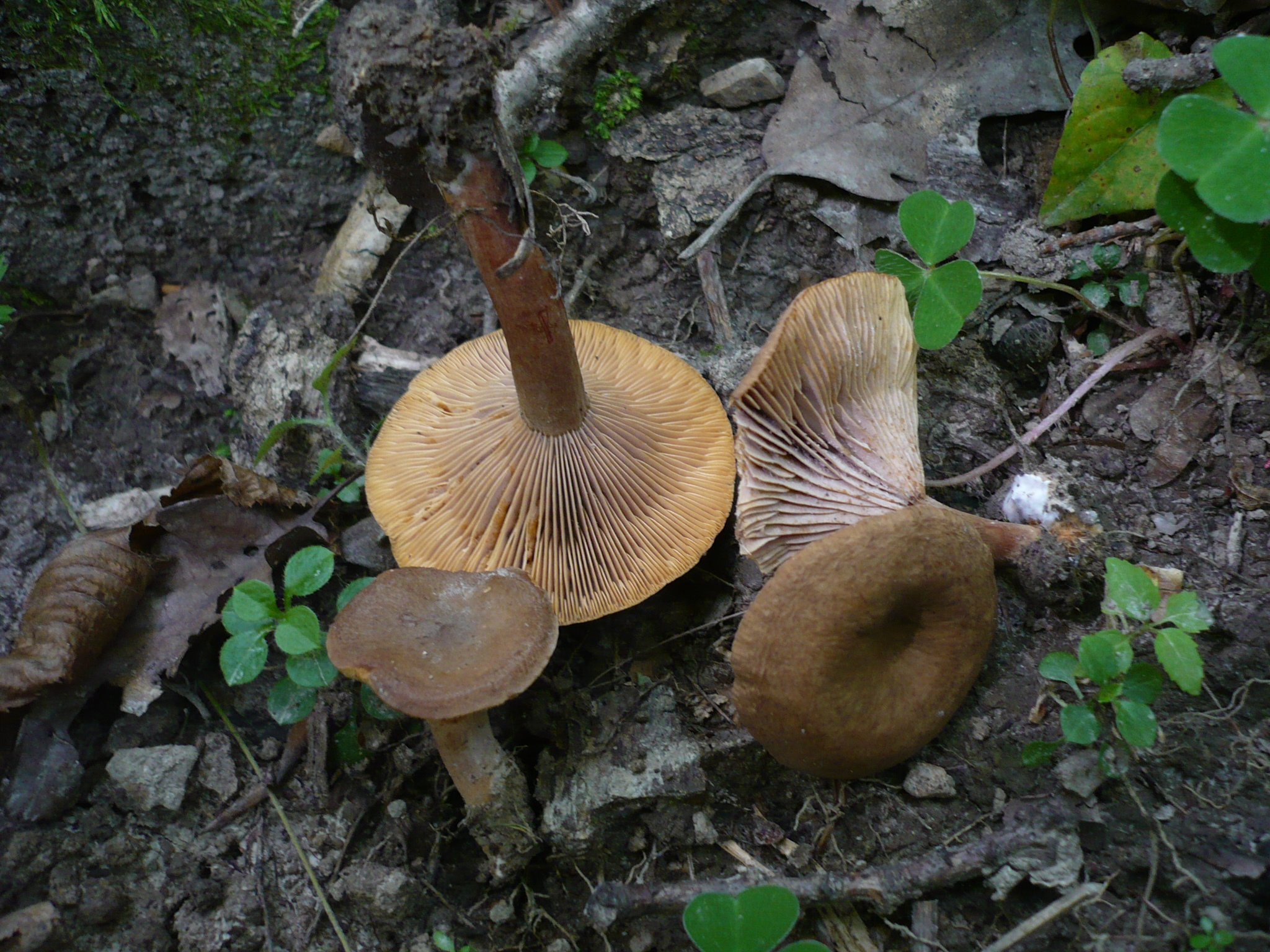
!Lactarius subumbonatus!
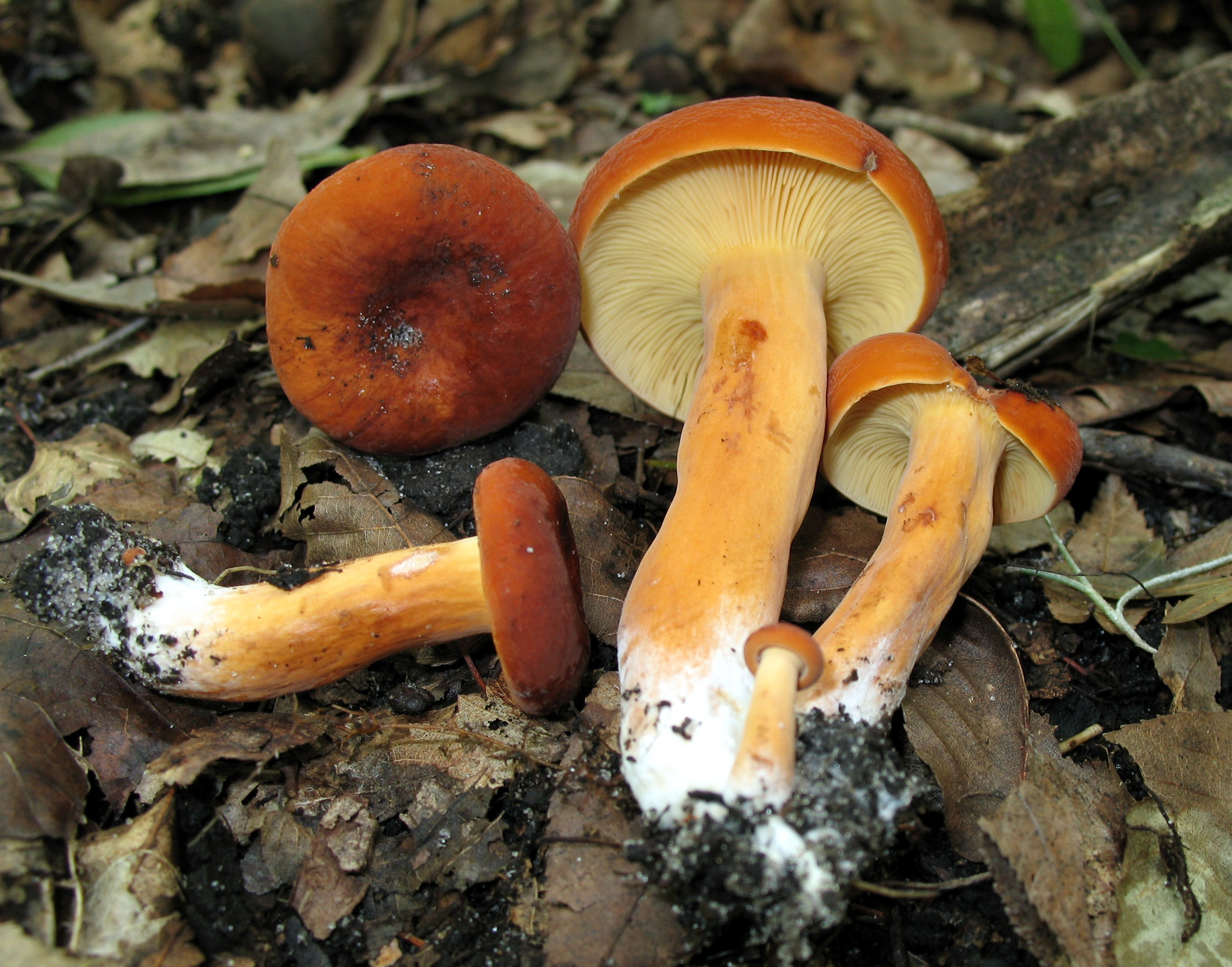
Lactarius volemus
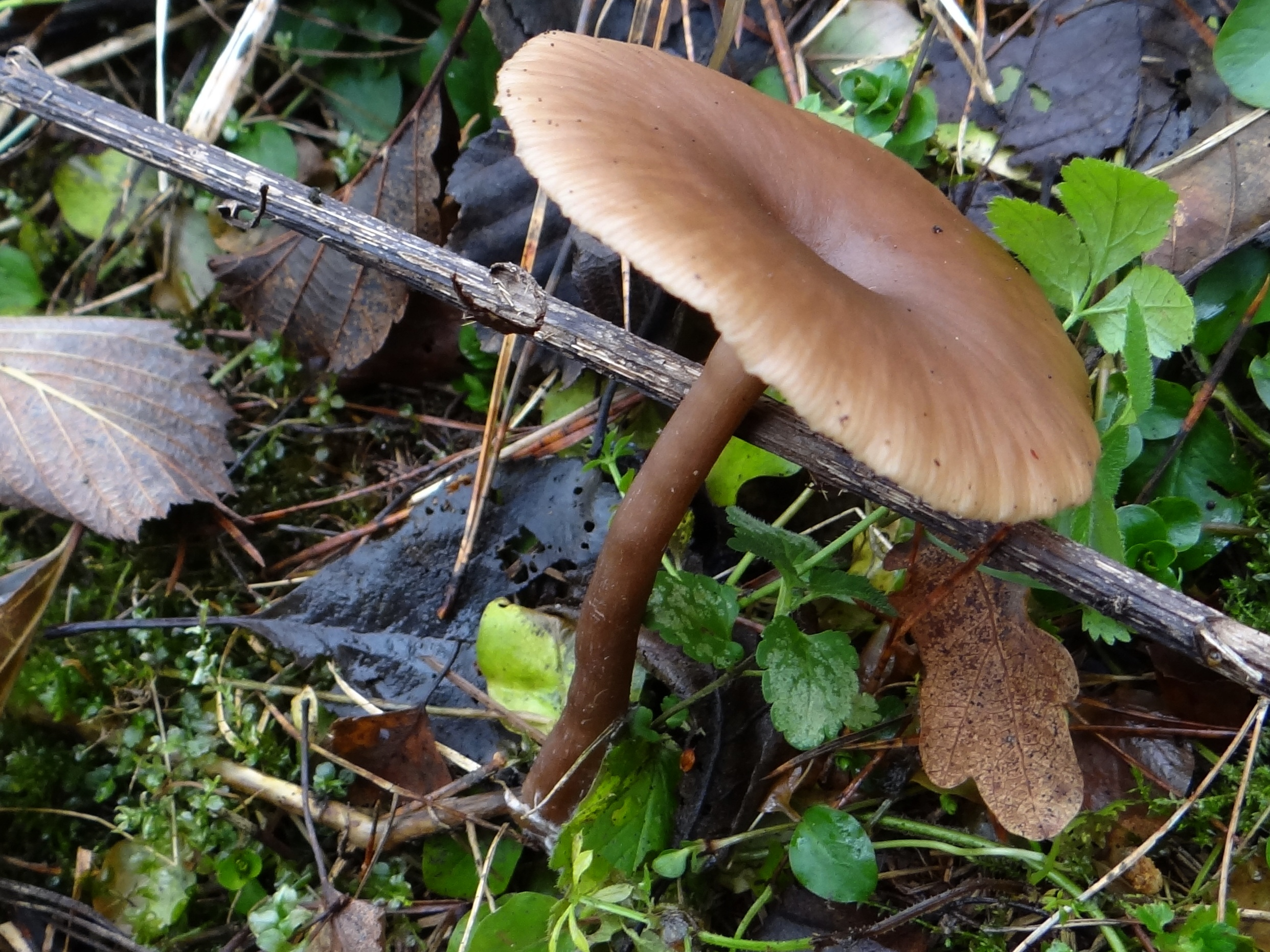
Pseudoclitocybe cyathiformis

## Valorificare
Din cauza laptelui său ușor amar, lăptuca camforată nu este una dintre ciupercile comestibile clasice, totuși este utilizată în stare uscată ca ciupercă de condiment. Mirosul amintește atunci deosebit de tare de leuștean cu nuanțe ușoare de curry, motiv pentru care ciuperca este destul de apreciată de unii culegători. Spălat și stors bine, buretele poate fi prăjit cu bacon sau adăugat la alte soiuri într-o mâncare de ciuperci.